# Іллєнко Пилип Юрійович
Пили́п Ю́рійович Іллє́нко (нар. 30 вересня 1977, Київ) — український актор, продюсер, кінознавець, кіносценарист, політик. Голова Державного агентства України з питань кіно (2014 — 2019). Також професійний юрист. Байкер.

## Біографія
Син кінорежисера Юрія Іллєнка й актриси Людмили Єфименко. Має молодшого брата Андрія.
У 1999 р. закінчив Інститут міжнародних відносин Київського університету ім. Т. Шевченка і отримав кваліфікацію магістра міжнародного права, перекладача з англійської мови та кваліфікацію бакалавра за напрямом підготовки «Міжнародні відносини». Тема дипломної роботи «Міжнародно-правові інструменти охорони суміжних прав».
Професійно займався юриспруденцією. Першу роботу за фахом розпочав у 1999—2000 роках у департаменті міжнародного права Міністерства юстиції України. З серпня 2000 року по листопад 2002 року працював старшим науковим консультантом, а згодом і головним науковим консультантом відділу гуманітарних і міжнародних питань, гармонізації законодавства з країнами ЄС та захисту прав людини Головного науково-експертного управління Апарату Верховної Ради України.
З листопада 2002 року по вересень 2004 року обіймав посаду юрисконсульта, а згодом провідного юрисконсульта відділу правового забезпечення Дирекції правового забезпечення та договірної роботи українсько-американсько-голландсько-німецького Закритого акціонерного товариства «Утел». З вересня 2004 року по липень 2005 року працював провідним юрисконсультом юридичного відділу Дочірнього підприємства «Утел» ВАТ «Укртелеком».
З березня 2006 року по березень 2008 року працював директором ТОВ "Юридична компанія «Іллєнко та Сизов». З квітня 2008 року по липень 2014 року був директором ТОВ «Іллєнко Фільм».
З 2007 р. був співпродюсером, а з 2009 р. по 2014 р. — продюсером Кіно-відеофестивалю національного виробника «Відкрита ніч». З 2021 р. знову став продюсером цього кінофестивалю. Є продюсером художніх фільмів «Молитва за гетьмана Мазепу. Нова версія» (реж. Юрій Іллєнко, 2010), «Толока» (2020 реж. Михайло Іллєнко), «Будинок „Слово“. Нескінчений роман» (2021 реж. Тарас Томенко) тощо.
З 2000 року займається громадською діяльністю, у 2000—2014 роках був співзасновником та членом правління Громадської організації «Нарешті», яка займається організацією кінофестивалю «Відкрита ніч».
З 2010 року депутат міської ради м. Українка Обухівського району Київської області.
З лютого 2012 року по серпень 2014 року — голова Громадської ради при Державному агентстві України з питань кіно. З 2013 року по серпень 2014 року був членом Громадської ради при Державній службі інтелектуальної власності.
З серпня 2014 року по серпень 2019 року працював головою Державного агентства України з питань кіно. Протягом періоду його керівництва за підтримки Держкіно було завершено виробництво 173 кінопроєктів, включаючи 67 повнометражних художніх фільмів; було запущено у виробництво 194 фільми та підтримано кінопрокат 59 художніх фільмів.
Брав участь у розробці угод про спільне кінематографічне виробництво  з Канадою та Ізраїлем та переговорах про вступ України до Eurimages.
З 2020 року є засновником та директором компанії «Іллєнко Фільм Продакшенс» та продюсером студії постпродакшну «Morekwa Cinema Lab».
З 2019 року є членом Української кіноакадемії, протягом 2020—2022 років  очолював правління Української кіноакадемії. У грудні 2024 року був повторно обраний головою правління Української кіноакадемії.
Член Національної спілки кінематографістів України з 2021 року.
З 2022 року є членом Європейської кіноакадемії.
Був кандидатом на виборах до Верховної Ради України 2012, № 122 та 2019, № 9 у списку Всеукраїнського об'єднання «Свобода».
Одружений, дружина Іллєнко Євгенія Олегівна. Має двох синів: Георгій (2008) та Святослав (2010).

## Фільмографія
Знімався у фільмах:
- «Лісова пісня. Мавка»,
- «Легенда про княгиню Ольгу»,
- «Солом'яні дзвони»,
- «Лебедине озеро. Зона»,
- «Добрий ранок»,
- «Аве Марія»
- «Молитва за гетьмана Мазепу»,
- «Невелика подорож на великій каруселі»,
- «Говерла» та ін.

Продюсер фільмів:
- «Молитва за гетьмана Мазепу. Нова версія» (2010),
- «Толока» (2020),
- «Будинок „Слово“. Нескінчений роман» (2021),
- «Сентиментальна подорож до планети Параджанова» (2024),
- «Ідеальний друг» (2025) — короткометражний фільм.

## Громадська позиція
У червні 2018 підтримав ув'язненого у Росії українського режисера Олега Сенцова